# Sirimavo Bandaranaike
Sirimavo Ratwatte Dias Bandaranaike, nacida Sirima Ratwatte (Mahawalathenna Walauwa, Balangoda; 17 de abril de 1916-Colombo, 10 de octubre de 2000) fue una política de Sri Lanka. Fue además la primera ministra que permaneció durante más tiempo ejerciendo el cargo –dieciocho años–, el primer mandato desde 1960 hasta 1965, el segundo mandato desde 1970 hasta 1977 y un tercer mandato entre 1994 y 2000.
De políticas socialistas, su gobierno tuvo un papel mediador en el conflicto entre India y China en 1962. Su gobierno vivió el cambio de nombre de Ceilán a Sri Lanka y superó varias revueltas, entre ellas las de los contrarios al uso del cingalés en la administración, o las revueltas armadas del Frente de Liberación Popular, JVP en 1971.
Se la reconoce igualmente como la primera mujer de la era moderna en ser jefa de gobierno de un país por delante de Indira Ghandi,Golda Meir y Margaret Thatcher.

## Biografía
Nació como Sirima Ratwatte el 17 de abril de 1916 en Mahawalathenna Walauwa, Pussaliyadda, Bulugahagedara, Balangoda, en el distrito de Ratnapura (Ceilán británico). Fue hija de una familia de una larga tradición de políticos en Ceilán pertenecientes al linaje Radala. Su padre fue el senador Barnes Ratwatte Dissawe su madre Rosalind Hilda Mahawelatanna Kumarihamy fue una doctora ayurvédica. Fue la mayor de una familia de seis hermanos. Estudió primaria en el colegio para señoritas Fuguson en Ratnapura y la secundaria en el Convento de Santa Brígida de Colombo. 
Contrajo matrimonio el 10 de octubre de 1940 con el aristócrata Solomon W.R.D. Bandaranaike gobernador local. Fijaron su residencia en Horagolla Walauwa. El matrimonio tuvo tres hijos Sunethra, Chandrika y Anura (fallecido en 2008). En 1941 fue miembro del Movimiento Mahila Samithi donde trabajó en favor de las mujeres de las áreas rurales y en la protección de la cultura indígena; también fue tesorera en jefe del mismo en 1946. Solomon fue primer ministro de Ceilán entre 1956 y 1959, además de ser el creador y líder del Partido de la Libertad de Sri Lanka.

## Trayectoria política
Fue habitual en las reuniones de diplomáticos y políticos extranjeros que visitaban Ceilán. Trabajó para el Partido de la Libertad de Sri Lanka (SLFP) sin llegar a involucrarse en la política. Fue la presidenta de Lanka Mahila Samithiya en 1959. Ese mismo año su esposo Solomon Bandaranaike fue asesinado y el SLFP se encontró que no contaba entonces con un líder para poderlo sustituir. Tras varias conversaciones Sirimavo Bandaranaike aceptó asumir presentarse como candidata en septiembre de 1959, pero no con el partido sino como candidata independiente; uno de sus mentores fue el monje budista Talduwe Somarama.

### Candidatura
El parlamento fue disuelto el 5 de diciembre de 1959 por el primer ministro Dahanayake. Las elecciones al parlamento se celebraron el 19 de marzo de 1960. La necesidad de darle un impulso al SLFP y de captar votos llevaron a Sirimavo Bandaranaike a dirigirse en público a los ciudadanos. La prensa británica la mostró como una viuda débil –la denominaron la viuda llorona–, sin embargo cada día ganaba en popularidad y atraía cada vez más la atención de los habitantes de las zonas rurales.
En estas primeras elecciones el gobierno fue derrotado treinta y tres días después de ser elegido. El parlamento fue disuelto de nuevo y el 19 de julio de 1960 se convocaron elecciones. Para entonces la popularidad de Sirimavo Bandaranaike había aumentado. Mediante una hábil persuasión tanto de A.P. Jayasuriya, Badiuddhin Mahmud y del propio padre de Sirimavo, esta aceptó ser cabeza de lista para la campaña electoral. Centró su campaña en la captación de votos basado en la continuidad del legado político de su marido para crear un gobierno popular, más que en su propia victoria. Obtuvo 81 escaños.

### Primera ministra
Juró el cargo como primera ministra el 21 de julio de 1960. Tal y como exigía la Constitución fue nombrada senadora y ocupó el cargo de primera ministra del país hasta 1965. Fue reelegida para volver a ocuparlo entre 1970 hasta 1977. Más tarde repitió en el cargo entre 1994 y el 2000. En total fue primera ministra de Sri Lanka durante dieciocho años.
Durante el conflicto entre la India y China en 1962 tuvo un papel de mediadora. Esta posición tuvo como respuesta una buena relación entre Sri Lanka e India mientras duró la legislatura de Bandaranaike. Ese mismo año a causa del empleo del cingalés como idioma obligatorio en la administración, se organizaron protestas por parte de las posturas tamiles contrarias a la medida que llegaron a paralizar las instituciones esrilanquesas. Las protestas fueron disueltas con el ejército y el arresto de los opositores. En 1971 el partido comunista-marxista Janatha Vimukthi Peramuna (Frente de Liberación Popular, JVP) organizó una revuelta contra el gobierno. Sirimavo Bandaranaike recibió el apoyo de la mayoría de países del mundo, incluidas las grandes potencias, a los que se sumaron el apoyo aéreo y logístico de la India. Los tamiles de nuevo organizaron revueltas tras la retirada de la protección a las etnias minoritarias en favor del budismo. En 1976 fue elegida para representar en Colombo al mundo en desarrollo en la 5.ª Cumbre de Países no Alineados.
Durante su mandato puso las escuelas de carácter confesional bajo la tutela del gobierno. Ordenó nacionalizar diferentes compañías del ámbito petrolífero, de seguros de vida, té y caucho entre otras, que eran gestionadas por empresas extranjeras. Llevó a cabo mediante un acuerdo firmado en 1963 una política por la cual los inmigrantes tamiles fueron devueltos a la India. Anexó a Sri Lanka en 1974 la isla Kachchativu junto con la ampliación de los límites de las aguas territoriales del país.

### Derrota y reelección
Tras las elecciones de 1977 en las que sufrió una derrota, fue acusada de abuso de poder, expulsada de la Asamblea nacional y le quitaron sus derechos civiles en 1980. La acusación se le retiró tres años después y le permitió la acreditación como miembro del parlamento. Recuperó los derechos civiles en 1986 y fue la líder de la oposición entre 1989 y 1994, año en el que de nuevo obtuvo una victoria electoral y fue elegida de nuevo primera ministra del país.

## Retiro y fallecimiento

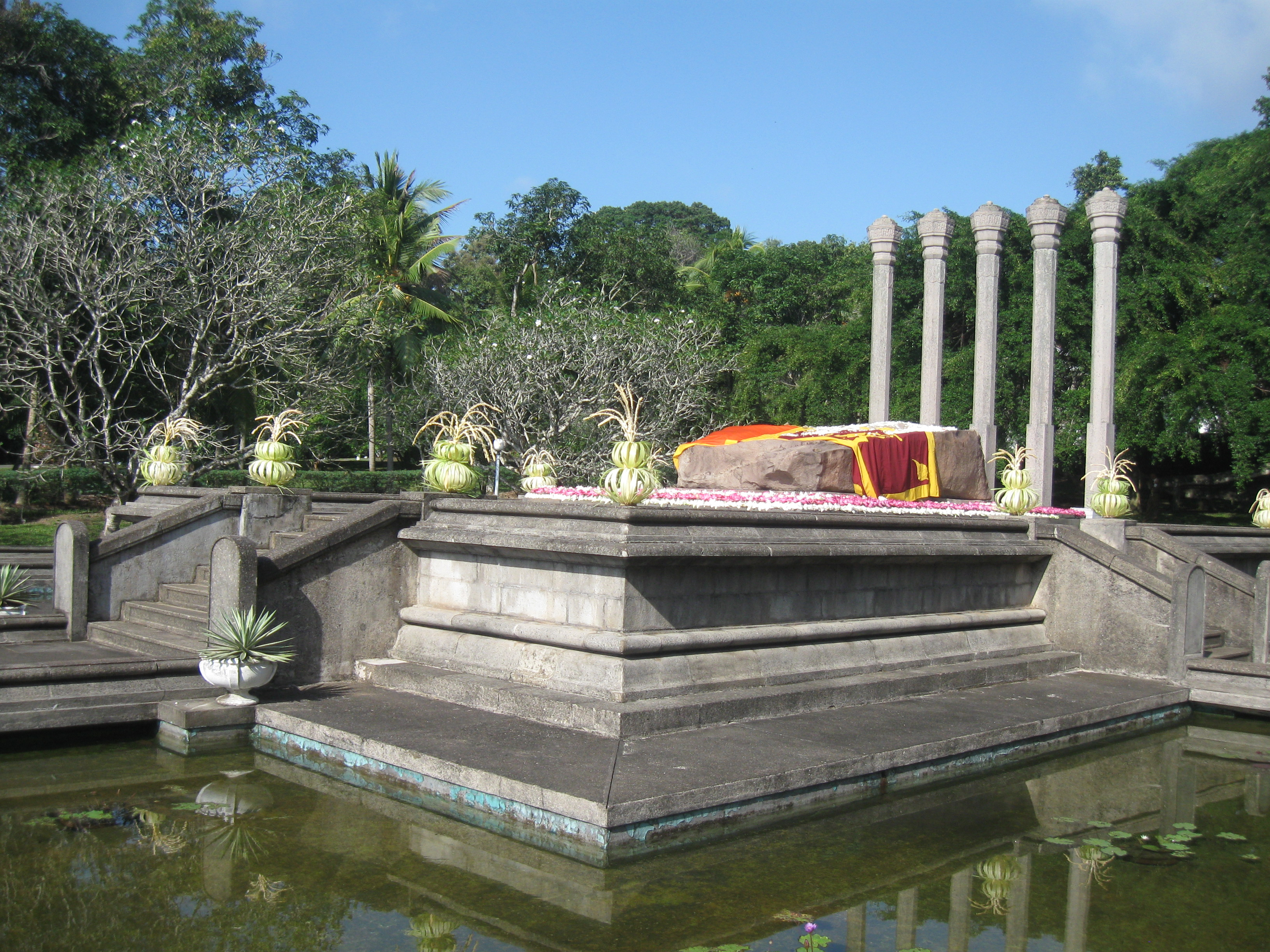
Fotografía de Bandaranaike Samadhi en Horagolla, Sri Lanka

Se retiró de la vida política en 2000. Falleció a causa de un infarto poco después de su retiro, el 10 de octubre de 2000, a los ochenta y cuatro años, cuando regresaba de votar para las elecciones del parlamento de ese año.
Bandaranaike es la madre de Chandrika Kumaratunga, quien es la actual líder del partido previamente liderado por sus padres, y quien también ha sido presidenta y primera ministra de Sri Lanka. Durante el último periodo en el que Bandaranaike fue primera ministra, su hija ocupaba el cargo de presidenta; en virtud de que la constitución había cambiado desde la última vez que fue primera ministra, estuvo subordinada a su hija.